# 花样江湖
《花样江湖》，古装剧之一，导演高飞，主演沈梦辰、大张伟、M.I.C男团。湖南卫视将该剧定位为“综艺古装剧”和“花样美少年剧”。2015年1月28日在芒果TV網站中播出。

## 剧情
该剧讲述花样江湖的老闆跑路了，而留下三男一女的員工小鑫、健次、大浩、夢爺，他們一心想進入壞人圈過上紙醉金迷的日子，就必須做滿一百件壞事才能進入壞人圈為此做了不少努力，在努力做滿一百件壞事的日子裡認識了池老三、堯堯而發生搞笑有趣的日子。

## 演出

### 主要演員
| 演员   | 角色   | 備註                                                                                        |
| 趙泳鑫 | 小鑫   | 本名:趙泳鑫 花样江湖的員工 自稱是理論高於實踐懷才不遇的小人物                               |
| 檀健次 | 健次   | 本名:檀健次 花样江湖的員工 去游過學的海鱉，經常說話夾雜一些英語                             |
| 王一浩 | 大浩   | 本名:王大浩 花样江湖的員工 口頭禪是被社會磨去棱角的人                                       |
| 池約翰 | 池老三 | 總鋪頭 經常利用權威來讓人服從他                                                             |
| 肖順堯 | 堯堯   | 本名:肖順堯 原是只會射箭的胖子，因盜墓而獲得夜明珠 變成有錢人並減肥成功，變身成少女們的男神 |
| 沈梦辰 | 夢爺   | 本名:沈梦辰 花样江湖的員工 永遠純情18歲少女，喜歡堯堯                                       |
| 大张伟 | 解說人 |                                                                                             |
| 曹珂   | 小孩   | 跟大张伟一起進行解說                                                                        |

### 其他角色
| 演员   | 角色     | 備註                                                              |
| 徐海珠 | 三娘     | 池老三的母親，經常跟喬大爺膩在一起 第1集                          |
| 趙衛國 | 喬大爺   | 池老三的家的鄰居，經常跟三娘膩在一起 第1集                        |
| 劉暉   | 三爹     | 池老三的父親，賭徒 第1集                                          |
| 欣然   | 二娘     | 因為祖上八輩的關係只會包包子、喜歡堯堯，最後跟堯堯成為夫妻 第7集  |
| 王程   | 孤獨求虐 | 江湖人，不小心被堯堯得救 第8集                                    |
| 李芊瑩 | 嫂嫂     | 堯堯的嫂嫂互相喜歡彼此 第9集                                      |
| 汪璇   | 韓梅梅   | 富婆，鍾情堯堯 第10集                                             |
| 呂天媛 | 恩珠     | 健次的前任，池老三的現任，最後因池老三喜歡健次而被甩了 第12集     |
| 晏維   | 宋小美   | 宋員外家二小姐，池老三介紹給堯堯相親的女子 第14集                 |
| 蔣玲伶 | 柳如烟   | 堯堯第二位相親的女子，吃貨 第14集                                 |
| 謝綠璐 | 十花妹   | 小鑫喜歡的對象，希望小鑫跟健次幫忙介紹對象，最後喜歡池老三 第17集 |
| 龍偉   | 黑衣人   | 小偷 第18集                                                       |
| 陸立   | 明月     | 跟大浩有父母之命媒妁之言的約定，最後喜歡池老三 第19集             |
| 大张伟 | 快遞人   | 第18集                                                            |
|        | 李易安   | 易安姐姐，健次的女神，文學家 第24集                               |
| 方家翊 | 堯媽     | 堯堯的媽媽，得了老年癡呆 第27集                                   |
| 王程   | 老闆     | 小鑫、健次、大浩、夢爺的老闆， 第29集                             |
| 陳雪   | 女鬼     | 第29集                                                            |
| 曹珂   | 小孩     | 路過想吃巧克力的小孩 第30集                                       |
| 袁旭東 | 雙節棍男 | 第30集                                                            |
| 高智勇 | 肌肉男   | 第30集                                                            |

## 外部连接
- 豆瓣电影上《花样江湖》的資料 （简体中文）